# Aláàrìnjó
El aláàrìnjó es una compañía de teatro de baile tradicional de Yoruba.
Según el historiador de música Roger Blench, el aláàrìnjó se remonta al decimosexto siglo y probablemente desarróllo la mascarada Egúngún. Sin embargo, pronto se hizo profesional y se dividió en distintos grupos que compiten entre sí. Los caminos mejorados permitieron a grupos viajar más lejos y las nuevas tecnologías utilizar efectos especiales. El corazón de estos grupos son los tambores tradicionales, pero en el funcionamiento moderno estos están siendo desplazados por instrumentos amplificados europeos, incluso la música a veces se toma de extractos de películas y música registrada.
Los grupos aláàrìnjó eran también la inspiración para el African Music Research Party fundado por Hubert Ogunde en 1946, antepasado de compañías de teatro modernas profesionales.